# ヨーデル食べ放題
「ヨーデル食べ放題」（ヨーデルたべほうだい）は、日本のコミックソング。作詞・作曲：リピート山中、編曲：赤坂東児、歌：桂雀三郎withまんぷくブラザーズ。

## 楽曲解説
ヨーデルを主軸にしながら、焼肉屋の食べ放題を主題としている。桂枝雀、桂雀々、桂雀喜、桂あさ吉が声（間奏のコント）で参加している。
元は1996年2月に自主制作レーベルのやぐらエンターテインメントから発売されたミニアルバム「やぐら行進曲」に収録された1曲だったが、同年11月27日に東芝EMIから一部の歌詞を変更して再録音されたものがシングルカットされて発売となった。
発売当初は関西地区の一部で話題になったが、初回売上は2000枚程度、その後も1か月に100 - 200枚程度の売上に留まった。さらに、売上の8割が関西でのものであった。
高田文夫はリリース直後の1997年に人づてでこのCDを入手し、内容に大爆笑したことからニッポン放送『高田文夫のラジオビバリー昼ズ』で何度か紹介したが、この時は特に反響はなかった。しかし、2000年6月21日放送の同番組でリスナーからのリクエストに応えて再度放送したところ人気に火が点き、本拠の関西地区よりもむしろ関東地方で話題となり、2週間余りで1万5000枚の注文が入った。同年7月10日には桂雀三郎とリピート山中が東京・台場のスタジオにて同番組に生出演した。この年だけで約12万枚を売り上げるヒットとなった。累計売上は15万枚。
同じ販売元である東芝EMIのコンピレーション・アルバム、Dancemaniaシリーズの中に、ボーナストラックとしてこの曲のユーロビート・バージョンが収録されているものがある。ユーロビート・バージョンは読売ジャイアンツの依頼によりさらにアレンジされ、2001年に同球団の公式戦応援歌「ヨーデル勝ち放題」（桂雀三郎のシングル「サルサ・デ・ベツバーラ」に収録）となった。ただし、この曲ではジャイアンツだけでなく当時日本プロ野球に参加していた12球団が全て歌われている。
映画『ウォーターボーイズ』の中で歌われている。
2013年2月9日、ユニバーサルミュージックから音楽配信での発売が開始された。
2015年3月22日からJR西日本大阪環状線鶴橋駅で、駅周辺のイメージとして「焼肉」が定着していることから本曲が発車メロディとして使用されている。

## 収録曲
- 全て、作詞・作曲：リピート山中／編曲：赤坂東児

1. ヨーデル食べ放題
2. 君に捧げる愛のネタ